# ورزشگاه راچستر راینوس

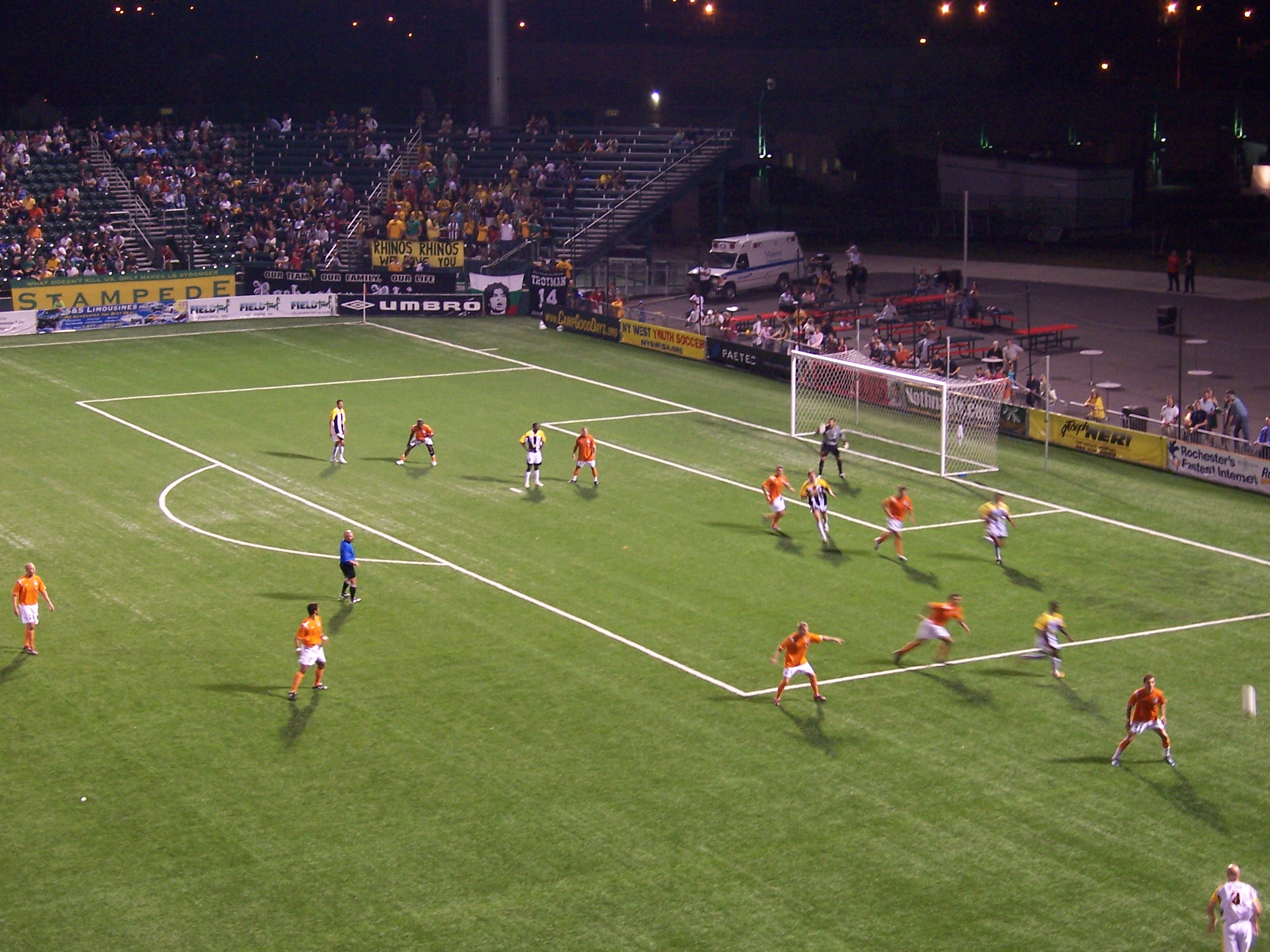

ورزشگاه راچستر راینوس (به انگلیسی: Rochester Rhinos Stadium) سابقاً ساهلنس با ظرفیت ۱۳٬۷۶۸ نفر در شهر روچستر ایالت نیویورک واقع شده‌است و دارای زمین چمن مصنوعی می‌باشد.